# Yvan Delrue
Yvan Delrue (ur. 14 lutego 1968) – belgijski lekkoatleta specjalizujący się w biegach płotkarskich i sprinterskich.
W 1986 r. uczestniczył w rozegranych w Atenach mistrzostwach świata juniorów – w biegu na 400 metrów zajął w półfinale 6. miejsce (uzyskany czas: 47,32) i nie awansował do finału. Największy sukces w karierze odniósł w 1987 r. w Birmingham, zdobywając na mistrzostwach Europy juniorów srebrny medal w biegu na 400 metrów przez płotki (uzyskany czas: 50,96).
Rekordy życiowe:
- stadion

- bieg na 400 m – 47,32 (18 lipca 1986, Ateny)
- bieg na 400 m ppł – 50,56 (24 maja 1987, Hechtel)

- hala

- bieg na 400 m – 47,36 (6 lutego 1988, Ateny)